# لورانس روشا
لورانس روشا (انگلیسی: Laurence Rochat; ۱ اوت ۱۹۷۹ – ) اسکی‌باز صحرانوردی اهل سوئیس بود.